# Clube Futebol Caniçal
El CF Caniçal es un equipo de fútbol de Portugal que juega en la Liga Regional de Madeira, una de las ligas que conforman la cuarta división de fútbol en el país.

## Historia
Fue fundado en el año 1981 en la ciudad de Machico de la isla de Madeira y ha sido un club amateur prácticamente toda su historia, y ha estado en pocas ocasiones en la Copa de Portugal sin mucho éxito.

## Palmarés
- Portuguese Third Division - Serie E: 1

2006–07
- AF Madeira Championship: 3

1996–97, 2004–05, 2015-16

## Jugadores

### Jugadores destacados
- Héldon Ramos
- Luís Alves (2005–2006)